# شكرية أصيل
شكرية أصيل أفغانية ناشطة في مجال حقوق المرأة.
في عام 2009 نجحت في وقف إطلاق النار على ثلاثة مدرسات في بلدة بغلان،وفي عام 2010 أصبحت واحدة من أربع عضوات في مجلس مقاطعة بغلان، وفي عام 2012 أصبحت رئيسة إدارة المعلومات والثقافة في مقاطعة بغلان.
شكرية أصيل لها عدة أعمال بتواجد ايجابي وقوي في حقوق المرأة ومن ضمن أعمالها انها قامت بإنشاء مجموعات شبكات للنساء، وقيادة الكفاح من أجل المرأة في قيادة المدارس، وتوسيع نطاق الفرص التعليمية للفتيات الصغيرات.
صرحت شكرية قبل ذلك أنها تواجه عدة تهديدات بالاختطاف والإعدام نظرا لعملها، واضطرت إلى تغيير خطابها مرة قبل ذلك، وقد تلقت جائزة أشجع امرأة دولية في عام 2010.